# Elateroides dermestoides
Elateroides dermestoides is een keversoort uit de familie Lymexylidae. De wetenschappelijke naam is gepubliceerd in 1761 door Linnaeus.